# Вуолийоки, Хелла
Хе́лла Мари́я Ву́олийоки (фин. Hella Maria Wuolijoki; до 1908 года — Элла Мария Муррик, эст. Ella Maria Murrik; псевдонимы Юхани Тервапяя (Juhani Tervapää) и Феликс Тули (Felix Tuli); 22 июля 1886, Хельме, Ливония — 2 февраля 1954, Хельсинки, Финляндия) — финская писательница эстонского происхождения.

## Биография
В 1908 году окончила Императорский Александровский университет. В том же году вышла замуж за Суло Вуолийоки (Sulo Wuolijoki; 1881—1957), члена Социал-демократической партии Финляндии и личного друга Ленина. В 1923 году Хелла Вуолийоки развелась с мужем.
В 1920—1930-х годах Вуолийоки содержала «политический салон» левого толка. В апреле 1940 года, благодаря своим добрым отношениям с далеко не левым премьер-министром Ристо Рюти, добилась предоставления вида на жительство в Финляндии для Бертольта Брехта и его семьи. На основе её набросков Брехт в том же году написал пьесу «Господин Пунтила и его слуга Матти»; в 1946 году пьесу поставил рабочий театр в Финляндии под названием «Хозяин поместья Исо-Хейккиля и его слуга Калле», при этом в качестве автора была указана Вуолийоки.
Финская полиция подозревала Вуолийоки в шпионаже в пользу СССР, однако доказательств тому не было вплоть до 1943 года, когда она была арестована за укрывательство советской парашютистки Кертту Нуортева и приговорена к пожизненному заключению. В 1944 году, после окончания советско-финской войны, была выпущена на свободу.
Хелла Вуолийоки была членом финского парламента и в 1946—1947 годах возглавляла фракцию Демократического союза народа Финляндии (SKDL). С 1945 по 1949 годы работала директором финского радио.
Наиболее известные произведения — цикл Нискавуори: «Женщины Нискавуори», «Хлеб Нискавуори», «Молодая хозяйка Нискавуори» и др. В 1952 году была награждена высшей государственной наградой Финляндии для деятелей искусств — медалью «Pro Finlandia».  
В 1957 году пьеса «Каменное гнездо» в переводе В. Стюфа и Г. М. Стабового была поставлена в Малом театре М. Н. Гладковым и В. И. Хохряковым.
Её сестра Сальме была с 1922 года замужем за Раджани Палмом Даттом. Её дочь Ваппу была замужем за финским политиком и дипломатом Сакари Туомиойя; её внук — финский политик Эркки Туомиойя.